# 사카모토 쓰쓰미 변호사 일가족 살해 사건

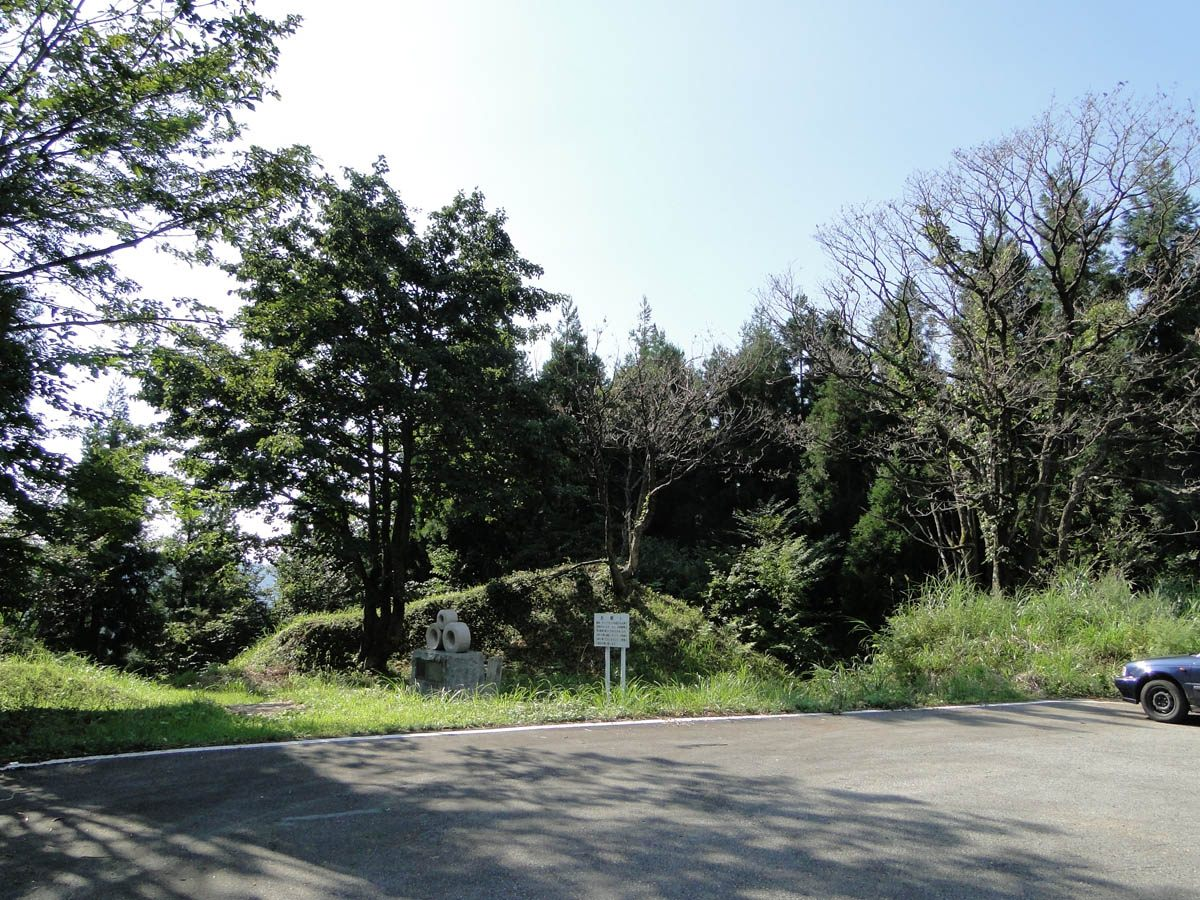

사카모토 쓰쓰미 변호사 일가족 살해 사건(일본어: 坂本堤弁護士一家殺害事件, さかもとつつみべんごしいっかさつがいじけん)은 1989년 11월 5일에 옴진리교(현재의 알레프)의 간부 6명이 옴진리교 문제를 조사하고 있던 변호사 사카모토 쓰쓰미(당시 33세)와 가족 3명을 살해한 사건이다.
현장에 옴진리교의 배지가 떨어져 있었지만 사건을 담당한 가나가와현 경찰은 "사건과의 관련 부족(事件性なし)"을 내세우며 조사를 진행하지 않았다. 이 범행은 1995년 9월 범인 중 한 명인 오카자키 가즈아키가 자수를 하면서 밝혀지게 되었다.
살해당한 무라이 히데오를 제외한 범인 5명 전원에게 사형이 선고되었다.

## 개요
'요코하마 법률 사무소'에 소속되어 있던 사카모토 쓰쓰미 변호사는 출가신자인 어머니에게서 아들이 옴진리교에서 벗어나는 방법에 대해서 상담 받은 것이 계기가 되어서 1989년 5월부터 옴진리교의 반사회성을 비판·추궁하고 있었다. 같은 해 10월 하순, 옴진리교 간부와의 교섭이 결렬되고 사카모토는 옴진리교의 종교법인 인가 취소 등의 민사소송의 준비를 하고 있었다.
그 때문에 옴진리교 대표자인 아사하라 쇼코(마쓰모토 지즈오)는 "사카모토 변호사의 활동은 교단에서 출마를 예정한 내년(1990년)의 총선거나 차후 교단의 발전을 방해한다" 라고 생각하고 신도에게 그의 살해를 명했다고 여겨진다.
11월 3일, 옴진리교 간부인 무라이 히데오·하야카와 기요히데·오카자키 가즈아키·니이미 도모미쓰·하시모토 사토루·나카가와 도모마사가 사카모토가 출퇴근할 때 이용하는 요코하마시의 요코다이역 부근에서 매복해 있다가 자동차로 납치한 후 염화칼륨을 주사해 살해하고 시신을 그대로 방치한 채 가버리는 계획을 세웠으나 사카모토는 이 날이 공휴일이어서 나타나지 않았다.
이 때문에 아사하라의 지시에 의해 사카모토의 집으로 향해 다음날인 11월 5일 0~3시 경(未明) 자택에 침입했다. 하시모토가 사카모토 쓰쓰미에게 올라타고 오카자키가 목졸라 죽였으며 니이미가 사카모토의 아내(당시 29세)를 목졸라 죽였고 나카가와가 사카모토의 장남(당시 1세)의 입을 막아 살해했다.
사카모토 일가가 실종된 직후 1989년 11월 21일에는 변호사 유지의 단체로서 사카모토 변호사와 가족을 구하는 전국 변호사의 모임이 결성되고 1995년 9월에 시신이 발견될 때까지 사카모토 일가를 구할 수 있도록 일본 전국 규모로 광고지의 배포, 캐러밴 활동이 전개되었다.
사카모토의 시신은 니가타현 나다치마치(현재의 조에쓰시)의 산 속에, 아내는 도야마현 우오즈시 베츠마타의 베츠마타소가타케선(別又僧ヶ岳線) 옆의 산길에, 장남은 나가노현 오마치시의 히나타야마 산속에 묻혀 있었다.
사카모토의 아내는 1995년 9월 6일, 장남은 9월 10일에 발견됐다. 일가족의 묘소는 가마쿠라에 있는 엔가쿠지의 송령원(松嶺院)에 있다. 야마구치구미 재일한국인 조직원에게 살해당한 무라이를 제외한 범인 5명 전원에게 사형이 선고 되었다.
사카모토 쓰쓰미 변호사의 아내인 미야코 씨가 시신으로 발견된 곳은 1995년(헤이세이 7년) 9월 6일 산길인 베츠마타소가타케선(別又僧ヶ岳線)의 우오즈시 베츠마타의 초입에서 몇 킬로미터 떨어져 있었다. 발견장소에는 유족이 나무로 만든 위령비를 세우고 위령 등산도 행하고 있다.

## 초동수사의 문제
실종 초기에 사카모토가 소속되어 있던 '요코하마 법률 사무소' 등의 관계자들이 옴진리교의 관여를 지적하는 소리가 있었지만 가나가와현 경찰은 사건과의 관계가 부족하다고 판단했다. 이것은 요코하마 법률사무소가 노동문제(국철 요코하마 지부 탄압 사건에서 현 경찰이 오인 체포함) 이나 일본 공산당 간부 집 도청 사건에 있어서 경찰측과 대립하고 있었기 때문에 요코하마 법률 사무소의 변호사의 호소에 대해서 필요이상의 신중한 자세를 취하지 않았다는 의심도 남아있다(특히 요코하마 국립 노조 사건은 사카모토 변호사가 주로 담당하고 있었다).
그 때문에 기자 클럽에 있어서 현 경찰은 "사카모토는 빚 때문에 실종된 것이다" 라든가 "(일을 받고 얻은)거금을 갖고 도망쳤다"등의 무책임한 이야기를 몇몇 신문사에게 퍼뜨렸다. 게다가 그것과 동시에 현 경찰은 "임의의 실종 가능성은 반반"이라고 언론에 슬쩍 흘렸다.
1990년 2월에 가나가와 현 경찰에게 "장남은 나가노현 오마치 시의 히나타야마 산 속에 묻혀있다"라는 내용의 편지와 묻혀있는 장소가 나타나있는 손으로 그려진 지도가 들어있는 봉서가 누군가에 의해 왔고 가나가와 현 경찰은 나가노현 경찰과 같이 지도에 표시된 장소를 수색했지만 발견하지 못했다.
결국 '재수색'은 1995년 9월 사카모토 변호사 일가의 시신이 발견될 때까지 일어나지 않았다. 범인 중 한 명인 오카자키가 자수를 한 것으로 사건의 진상이 밝혀지게 되었다.

## TBS 비디오 문제
1989년 10월 26일에 도쿄 방송(TBS)의 와이드 쇼 "3시에 만납시다" 프로그램이 당시 사회 문제화가 시작되고 있던 옴진리교 문제에 대해서 사카모토 쓰쓰미와 인터뷰를 했지만 그 정보를 알고 있던 옴진리교 간부들이 TBS의 과학기술관을 방문해서 항의를 해서 사카모토가 인터뷰한 것의 방송이 중지되었다. 게다가 TBS가 옴진리교 간부에게 인터뷰 한 것을 방송 직전에 보여주었다. 그러다가 같은해 11월 5일, 사카모토 쓰쓰미 변호사 일가족 살해 사건이 발생했다. TBS는 이로 인해 취재원의 익명성이라 하는 저널리즘의 원칙에 반하는 행동을 했을 뿐만 아니라 이 비극적인 사건의 계기를 만들고 실종 후에도 옴진리교에게 인터뷰 한 것을 보여준 것을 경찰이나 변호사협회에 말하지 않고 옴진리교를 지켜주기에 급급했다는 비판도 생겼다.

## 의문점
이 사건에는 몇 가지 의문점이 있다. 피해자의 유족 중에서는 "진짜 사망일을 알고 싶다"라는 사람이 있다..
- 사건 직전, 사카모토의 집에서 "사카모토 씨~"라고 여자의 목소리가 들렸다는 점이라든가 그 후에 욕실에서 나는 물소리를 아래층의 주민(당시)이 듣고 있었는데도 사건이 일어났다고 하는 시간대에는 전혀 소리가 나지 않았다는 것을 우연히 그 시간에 일어나있던 아래층의 주민이 증언했다. 2006년 8월 현재 이 가족의 행방은 모른다.

- 사건이 일어났을 때 사카모토의 집은 잠겨 있지 않았기 때문에 당시가 긴박한 상황이란 것은 생각하기 어려우므로 "사카모토의 집에 침입한 옴진리교 신자와는 별개로 옴진리교 외부의 협력자가 있던 것은 아닐까?"하는 의심을 갖고 있는 자도 있다.[9].

- 사카모토의 집에서 찻잔 3개가 없어졌다.

- "사건과 관련되어 있다"라고 택시기사를 자칭하는 자가 1994년쯤에 월간지 "마르코 폴로"의 편집부에서 나타난(증언의 진위는 확실하지 않은 상태)것 등의 '수수께끼'가 회자되고 있다.

- 옴진리교 홍보를 하는 사람과 이 사건에 관여하고 있는 것이 아닌가하고 여겨졌었지만 1995년 5월 기자회견 때 본인이 "나에게는 당일 알리바이가 있고 사카모토 쓰쓰미 변호사가 행방불명이 된 것은 신자로부터 들었습니다" 라고 주장했지만 들었다고 한 때가 언론보도 발표보다도 4일이나 빠르다.

- 사카모토의 집에 떨어져 있던 "플레쟈"(プルシャ)라고 불리는 옴진리교의 뱃지는 당시에는 옴진리교 간부밖에 달 수 없었다. "사카모토 일가 행방 불명"이란 보도가 나온 후, 옴진리교를 홍보하는 사람이 대량생산을 명했으며, 그 후 요코하마 법률 사무소가 문의한 것에 대해서는 "플레쟈 뱃지는 대량 생산하고 있으므로 모른다"라는 답변이 돌아왔다고 한다.

## 기타
- 코바야시 요시노리의 고마니즘 선언에도 사건에 관한 추리가 나온다. 그 때문에 코바야시는 옴진리교에게 생명의 위협을 받기도 했다. 자세한 것은 코바야시 요시노리 항목을 참조.

- 요코하마 법률 사무소는 자유주의 성향이 강해서 자유법조단에 소속돼 있고 사형제 폐지를 주장하는 변호사가 많았다. 하지만 사무소의 동료였던 사카모토 쓰쓰미 변호사가 살해당한 사건을 계기로 사형제도 찬성을 강력히 주장하는 쪽으로 바뀌었다. 물론 살해당한 사카모토 자신도 사형제 폐지를 주장하고 있었다.

## 같이 보기
- TBS 비디오 사건
- 도쿄 방송